# Franjo
Franjo je moško osebno ime.

## Izvor imena
Ime Franjo je različica moškega osebnega imena Frančišek.

## Pogostost imena
Po podatkih Statističnega urada Republike Slovenije je bilo na dan 31. decembra 2007 v Sloveniji število moških oseb z imenom Franjo: 1.507. Med vsemi moškimi imeni pa je ime Franjo po pogostosti uporabe uvrščeno na 131. mesto.

## Osebni praznik
Franjo lahko goduje takrat kot Frančišek.

## Znani nosilci imena
Franjo Bobinac, Franjo Malgaj, Franjo Tuđman